# Night Garden
«Night Garden» es una canción de la cantante neozelandesa Benee con el productor estadounidense Kenny Beats y el músico británico Bakar. Se lanzó a través de Republic Records el 15 de agosto de 2020 como el sencillo principal de su álbum de estudio debut Hey U X.

## Antecedentes y composición
«Night Garden» fue grabado en el estudio de Kenny Beats, The Cave en Burbank, California, justo antes de la cuarentena por el COVID-19. La canción se convirtió en el primer lanzamiento de Benee luego de la popularización de la canción «Supalonely», que inicialmente era una pista del álbum del EP Stella & Steve (2019), pero luego se convirtió en su tercer sencillo.

## Recepción crítica
En términos de género musical, Mike Wass de Idolator señaló que «Night Garden», «se ubica en algún lugar entre el alt-R&B y el alt-pop». Chris DeVille de Stereogum describió la producción de Kenny Beats como «contundente pero sorprendentemente discreta»,  mientras que David Renshaw de The Fader describió el instrumental como un «ritmo bajo». DeVille señaló que «a pesar de las vibraciones relativamente relajadas de la música, las letras de Benee son paranoicas. [...] Ella cambia a un canto rico y conmovedor para el coro». Ones to Watch describió  «Night Garden» como «asombroso de principio a fin», mientras se asemeja a la «entrega moderada» de Benee con la de Björk y Billie Eilish. DIY describió la canción como un «ejemplo de la habilidad de Benee para crear pop bops infecciosos». Cameron Adams de Herald Sun la describió como «un sencillo inspirado en Wu-Tang e influenciado por el hip hop».  Happy Australia señaló que la canción era «un cambio de escenario del estilo habitual de pop veraniego de Benee».

## Posicionamiento en listas
| Listas (2020)                       | Mejor posición |
| ----------------------------------- | -------------- |
| Bélgica (Ultratop) Flanders         | 25             |
| Nueva Zelanda Hot Singles (RMNZ)    | 4              |
| Nueva Zelanda Artist Singles (RMNZ) | 12             |